# Albee
Albee is een plaats (town) in de Amerikaanse staat South Dakota, en valt bestuurlijk gezien onder Grant County.

## Demografie
Bij de volkstelling in 2000 werd het aantal inwoners vastgesteld op 10.

## Geografie
Volgens het United States Census Bureau beslaat de plaats een oppervlakte van
0,3 km², geheel bestaande uit land.

## Plaatsen in de nabije omgeving
De onderstaande figuur toont nabijgelegen plaatsen in een straal van 20 km rond Albee.